# Sainte-Barbe, Vosges
Sainte-Barbe är en kommun i departementet Vosges i regionen Grand Est (tidigare regionen Lorraine) i nordöstra Frankrike. Kommunen ligger i kantonen Rambervillers som tillhör arrondissementet Épinal. År 2022 hade Sainte-Barbe 268 invånare.

## Befolkningsutveckling
Antalet invånare i kommunen Sainte-Barbe
| Referens: INSEE |